# Hermannia depressa
Hermannia depressa är en malvaväxtart som beskrevs av Nicholas Edward Brown. Hermannia depressa ingår i släktet Hermannia och familjen malvaväxter. Inga underarter finns listade i Catalogue of Life.

## Bildgalleri

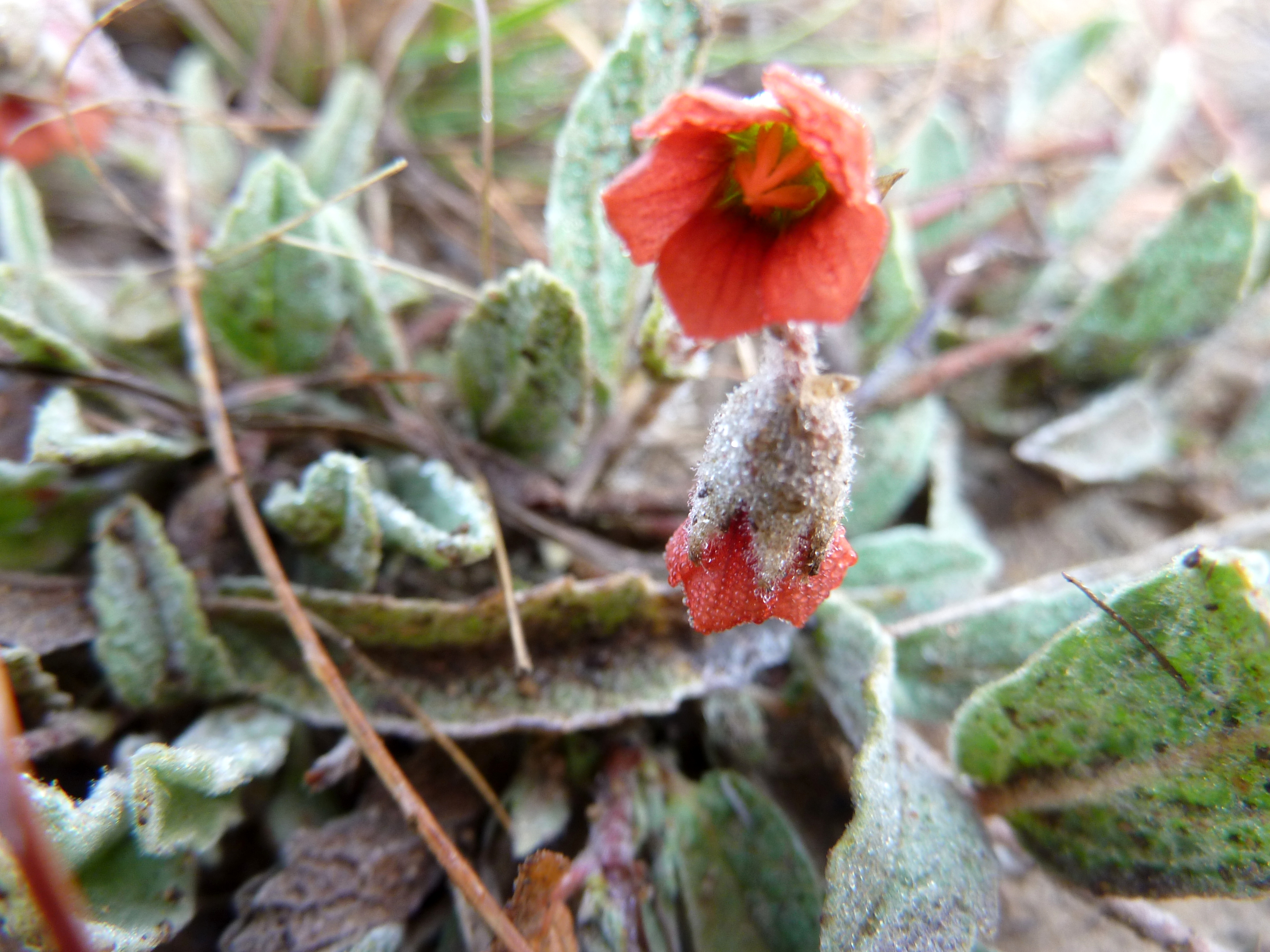